# Lixophaga triconis
Lixophaga triconis är en tvåvingeart som först beskrevs av Henry J. Reinhard 1955.  Lixophaga triconis ingår i släktet Lixophaga och familjen parasitflugor.
Artens utbredningsområde är Texas. Inga underarter finns listade i Catalogue of Life.